# Babna Gora (gmina Dobrova-Polhov Gradec)
Babna Gora – wieś w Słowenii, w gminie Dobrova-Polhov Gradec. W 2018 roku liczyła 206 mieszkańców.